# Rogaining
Rogaining – wytrzymałościowy sport zespołowy łączący bieg lub marsz z orientacją w terenie. Podczas zawodów zespoły (liczące od 2 do 5 zawodników) planują swoją trasę, a następnie starają się w wyznaczonym limicie czasu odwiedzić jak najwięcej punktów kontrolnych rozmieszczonych w terenie i oznaczonych na mapie. Zawody rangi mistrzowskiej trwają 24 godziny (zazwyczaj od południa do południa), możliwe są też krótsze limity czasu.
Rogaining ma również charakter turystyczny – część zespołów rekreacyjnie pokonuje zaplanowaną trasę.

## Historia
Rogaining powstał w Australii. Od 1947 Klub Górski Uniwersytetu w Melbourne organizował wielokrotnie zawody mające wiele cech dzisiejszego rogainingu. W kwietniu 1976 powstało Wiktoriańskie Stowarzyszenie Rogainingu w Melbourne, spisano zasady i oficjalnie przyjęto nazwę "rogaining", pochodzącą od imion rodzeństwa Roda, Gail i Neila Phillipsów, jednych z pierwszych organizatorów zawodów w rogainingu.

## Podstawowe zasady
Liczące od 2 do 5 zawodników zespoły mają za zadanie potwierdzić jak najwięcej punktów kontrolnych i wrócić na metę (znajdującą się w tym samym miejscu, co start) przed upływem limitu czasu. Zaliczenie trudnego punktu kontrolnego warte jest więcej niż łatwego, dlatego zespoły mogą przyjmować różne strategie (przykładowo, zespół o świetnej kondycji, a słabiej radzący sobie z mapą, będzie próbował potwierdzić wiele punktów mniejszej wartości). Zespoły poruszają się wyłącznie pieszo, używając mapy i kompasu do orientacji w terenie (zabronione jest używanie w tym celu urządzeń GPS). Zawody są otwarte dla uczestników w każdym wieku, wszyscy rywalizują na tej samej trasie, ale w klasyfikacji wyróżnia się kategorie zależne od wieku i płci członków zespołu. W płaskim terenie 24-godzinne zawody rozgrywane są zwykle na terenie o powierzchni 200-250 km².

## Mistrzostwa Świata
Mistrzostwa Świata w Rogainingu odbywają się od 1992 roku. Od 2012 planowane jest przeprowadzanie ich corocznie.
- 1. Mistrzostwa Świata w Rogainingu (1992): Beechworth, Australia, około 200 zespołów
- 2. Mistrzostwa Świata w Rogainingu (1996): Mt Singleton, Zachodnia Australia, 640 zawodników w 271 zespołach
- 3. Mistrzostwa Świata w Rogainingu (1998): Kamloops, Kolumbia Brytyjska, Kanada
- 4. Mistrzostwa Świata w Rogainingu (2000): Christchurch, Nowa Zelandia
- 5. Mistrzostwa Świata w Rogainingu (2002): Lesna, Czechy, 202 zespoły
- 6. Mistrzostwa Świata w Rogainingu (2004): Arizona, USA, 380 zawodników z 15 krajów i 33 stanów USA
- 7. Mistrzostwa Świata w Rogainingu (2006). nswrogaining.org. [zarchiwizowane z tego adresu (2012-02-13)].: Nowa Południowa Walia, Australia;  691 zawodników (311 zespołów), 125 zza oceanu
- 8. Mistrzostwa Świata w Rogainingu (2008): Park Narodowy Karula, Estonia; 748 zawodników (339 zespołów) z 22 krajów
- 9. Mistrzostwa Świata w Rogainingu (2010). wrc2010.org.nz. [zarchiwizowane z tego adresu (2016-10-02)].: Cheviot, Nowa Zelandia; 522 zawodników (251 zespołów)
- 10. Mistrzostwa Świata w Rogainingu (2012): Přebuz, Czechy; 465 zgłoszonych zespołów (stan na 22.03.2012) w tym 11 zespołów z Polski
- 11. Mistrzostwa Świata w Rogainingu (2013): Pustoshka, Obwód Pskowski, Rosja
- 12. Mistrzostwa Świata w Rogainingu (2014): Black Hills, Dakota Południowa, USA
- 13. Mistrzostwa Świata w Rogainingu (2015): Saariselka, Finlandia
- 14. Mistrzostwa Świata w Rogainingu (2016): Alice Springs, Australia
- 15. Mistrzostwa Świata w Rogainingu (2017): Park Narodowy „Raźno”, Łotwa
- 16. Mistrzostwa Świata w Rogainingu (2019): La Molina, Catalonia, Hiszpania
- 17. Mistrzostwa Świata w Rogainingu (2022): Králický Sněžník, Czechy
- 18. Mistrzostwa Świata w Rogainingu (2023): Lake Tahoe, California, USA

## Rogaining w Polsce
Pierwsze rozegrane  Mistrzostwa Polski w Rogainingu były połączone z Mistrzostwami Czech i odbyły się w czerwcu 2010 w rejonie trójstyku granic polskiej, czeskiej i słowackiej. Zawody zorganizował Czeski Związek Rogainingu i Górskiego Biegu na Orientację we współpracy z wydawnictwem kartograficznym "Compass" z Krakowa.
W roku 2014 Mistrzostwa Polski w Rogainingu odbyły się podczas zawodów Irokez, zorganizowanych przez Compass Team w miejscowości Żelazko na terenie Jury Krakowsko-Częstochowskiej. Mistrzami Polski w Rogainingu zostali Leszek Herman-Iżycki i Tadeusz Podraza.
Pierwszy rogaining zorganizowany wyłącznie przez polskich organizatorów (PTTK Oddział Ziemi Strzelińskiej) odbył się w listopadzie 2011 na terenie Wzgórz Strzelińskich. Były to 10-godzinne zawody rozegrane w całości w nocy.
Zawody w rogainingu w Polsce od 2011 roku organizuje PTTK Oddział Ziemi Strzelińskiej. W 2013 roku do grona organizatorów dołączył STK LUKS "POL" Czersk. Dotychczas w latach 2011-14 rozegrano zawody:
- I Strzeliński Rogaining - 2011 – XIV Międzynarodowe Zawody na Orientację "Maria"
- II Strzeliński Rogaining - 2012 – XVI Ogólnopolskie Zawody na Orientację "Siapula"
- III Strzeliński Rogaining - 2012 – XVII Międzynarodowe Zawody na Orientację "Szlakiem opadłych liści"
- I Pomorski Rogaining - 2013 – XIII Borowiacki Marsz na Orientację o Puchar Burmistrza Czerska
- IV Strzeliński Rogaining - 2013 – XVII Ogólnopolskie Zawody na Orientację "Siapula"
- V Strzeliński Rogaining - 2013 – XVIII Międzynarodowe Zawody na Orientację "Szlakiem opadłych liści"
- VI Strzeliński Rogaining - 2014 – XVIII Ogólnopolskie Zawody na Orientację "Siapula"
- VII Strzeliński Rogaining - 2014 – XIX Międzynarodowe Zawody na Orientację "Szlakiem opadłych liści"